# میدنفورم
مِیْدِنْفورم (انگلیسی: Maidenform) برند تولیدکنندهٔ لباس زیر زنانه است که در سال ۱۹۲۲ میلادی توسط سه نفر تأسیس شد: خیاطی به نام ایدا روزنتال، انید بیزه که صاحب مغازهٔ خیاطی روزنتال بود، و همسر آیدا، ویلیام روزنتال. میدنفورم ساختار یکدست و بدون منحنی لباس‌های زیر در آن زمان را شکست و لباس‌هایی تولید کرد که با استفاده از پستان‌بند و ساپورت‌های دیگر بر شکل طبیعی فرم بدن زنانه تأکید می‌کردند.